# 福岡市立総合西市民プール
福岡市立総合西市民プール（ふくおかしりつそうごうにししみんプール）は、福岡県福岡市西区西の丘にある国際規格の水泳用プール。福岡市が建設し、市の外郭団体・公益財団法人福岡市スポーツ協会が指定管理者として運営する。
公認競技用プールとしては九州最大規模を誇るプールの一つである。

## 概要と歴史
福岡市では、1972年の政令指定都市移行後、市内各区に屋内プールが整備されていった。その中の一つとして西区が3分割され「新」西区となった後に整備された。
福岡県では1990年の「とびうめ国体」開催を契機としてスポーツ施設の整備が進められたが、長水路プール設備は全般として貧弱であった。当時年間を通して利用可能な長水路プールは北九州市八幡東区にある桃園市民プールの屋内プールしかなく、しかも当時から老朽化の問題が起き始めていた。国体の会場となったのは同市小倉南区に整備された文化記念公園内のプールであったが屋外プールであり、また公共交通の便が悪かったこともあって、どれも国際大会の開催に耐え得るものではなかった。
そんな中、福岡市で1995年夏季ユニバーシアードの開催が決まったことから、福岡市内でも国際大会開催に耐え得る屋内プールの整備が急務となった。そこで、当時まだ屋内プールが整備されていなかった「新」西区に、国際大会規格のプールを整備することにした。ユニバーシアードでは水球が行われた。なお、同様に整備され競泳などの会場となったアクシオン福岡内のプールは、温水プールではなく冬場はスケートリンクに変わるため、西市民プールは福岡市では初の年中使える競技用プールとして、以降様々な競泳などの大会が行われることになった。
2001年と2023年に行われた世界水泳選手権では、マリンメッセ福岡のプールが仮設だったこともあり会場に入れない選手の公式練習場として使われたほか、2023年に行われた世界マスターズ水泳選手権では、競泳の約半分のレースで競技会場として使われた。

## 施設

### メインプール
50m×25mの10レーン（公認8レーン・短水路16レーン）。 飛込競技を除いた水泳競技全般に利用される。可動床を採用しており、水深を0mから3.3mまで変えられる。通常は25mプール2面にして営業し、半分は深め、もう半分は浅めにする。
深めプールの利用には制限がある。また競技会や選手強化利用が優先されるため、一般開放は日時などを指定して行われる。

### サブプール
25m×14mの7レーン。競泳のみ使用可能。メインプール同様深さを変えられる。

### 幼児用プール
西区の屋内プールとしての役割もあるため設けられている。
他にトレーニングルームも有って、選手の強化合宿に役立てられている。

## 主な大会
下記以外にも、福岡県や九州沖縄レベルの大会が行われている。
- 1995年夏季ユニバーシアード　水球競技
- 世界マスターズ水泳選手権2023九州大会　競泳競技（一部）
- 福岡県選手権水泳大会
- 福岡県民スポーツ大会・水泳競技
- 福岡県の高等学校・中学校各新人大会
- 福岡ジュニア水泳競技大会
- 福岡県スイミングクラブ水泳大会
- 福岡市市民総合スポーツ大会・水泳競技

## アクセス
- 西鉄バス「西市民プール」又は「生松台入口」バス停下車